# Stefan Walczykiewicz
Stefan Walczykiewicz (ur. 17 sierpnia 1886 w Gostyninie, zm. 12 maja 1940 w Łucku) – kapłan diecezji płockiej, biskup pomocniczy diecezji łuckiej, doktor filozofii i teologii. 

## Życiorys
Urodził się w Gostyninie w rodzinie mieszczańskiej 25 lipca 1886 roku. Ojciec Antoni był miejscowym rzemieślnikiem, a matka Anna opiekowała się wielodzietną rodziną. Po ukończeniu gostynińskiej szkoły powszechnej, uczył się w płockim Seminarium Duchownym. Osiągnięcia w nauce spowodowały kontynuowanie studiów na Uniwersytecie Gregoriańskim w Rzymie, gdzie zdobył dwa tytuły doktorskie: z teologii oraz prawa kanonicznego. Święcenia kapłańskie przyjął w 1912 roku. Na parę miesięcy wyjechał do Stanów Zjednoczonych. Po powrocie do Płocka pracował w Wyższym Seminarium Duchownym jako wykładowca, a w 1915 r. otrzymał katedrę teologii moralnej. W niedługim czasie otrzymuje również funkcję prorektora uczelni. Działał społecznie w Radzie Rodzicielskiej przy Szkolnictwie Powszechnym w Płocku, organizował Zjazdy Katolickie w Mławie i Płocku, był znany i lubiany. 20 lipca 1928 roku został mianowany przez Papieża Piusa XI biskupem pomocniczym diecezji łuckiej i biskupem tytularnym Zenopolis in Isaura. Konsekrowany na biskupa 25 listopada 1928 r. w katedrze łuckiej przez ordynariusza diecezji bpa Adolfa Piotra Szelążka w asyście bpa Leona Wetmańskiego, biskupa pomocniczego płockiego. „Znam go od chwili wstąpienia jego do Seminarium. Obok szerokiej wiedzy posiada pięknie urobioną duszę” – pisał bpa A.P. Szelążek w liście do kardynała A. Hlonda z 29 sierpnia 1928 roku. Jako biskup pomocniczy pełnił funkcję wikariusza generalnego diecezji łuckiej. Był także profesorem diecezjalnego seminarium duchownego. 29 kwietnia 1929 roku Konferencja Episkopatu Polski typuje jego osobę na pielgrzymkę do Rzymu związaną z obchodami Roku Świętego. Asystent kościelny Diecezjalnego Instytutu Akcji Katolickiej w Łucku. Przewodniczący diecezjalnej rady artystycznej działającej w ramach Sekcji II nauki i sztuki kurii diecezjalnej w Łucku. W sierpniu 1936 roku został sekretarzem Komisji Episkopatu na Synodzie Plenarnym w Częstochowie. Po wejściu wojsk sowieckich 17 września 1939 roku został aresztowany. Po przesłuchaniach, które mocno nadwątliły jego zdrowie, zmarł w Łucku 12 maja 1940 roku. W uroczystym pogrzebie, który przybrał charakter pochodu przez całe miasto, oprócz parafian, nie zabrakło również przedstawicieli Gminy Żydowskiej. Został pochowany na miejscowym cmentarzu, a mieszkańcy Łucka ufundowali biskupowi pomnik. Monument przetrwał zawieruchę wojenną i dopiero w latach 70. XX wieku wraz z cmentarzem został zniszczony.
Nie został przedstawiony w pracy ks. Romana Dzwonkowskiego pt. „Leksykon duchowieństwa polskiego represjonowanego w ZSRS 1939-1988”, Lublin 2003. Dnia 8 września 1991 bp Roman Marcinkowski odsłonił i poświęcił tablicę pamiątkową ku jego czci w kościele parafialnym w Gostyninie. Podobna tablica została także odsłonięta w kościele katedralnym w Łucku w 1995 roku − jest tam upamiętniony razem z ordynariuszem diecezji biskupem Adolfem Szelążkiem.

## Odznaczenia
- Krzyż Komandorski Orderu Odrodzenia Polski (1938)[1]